# Joyas de la Corona británica

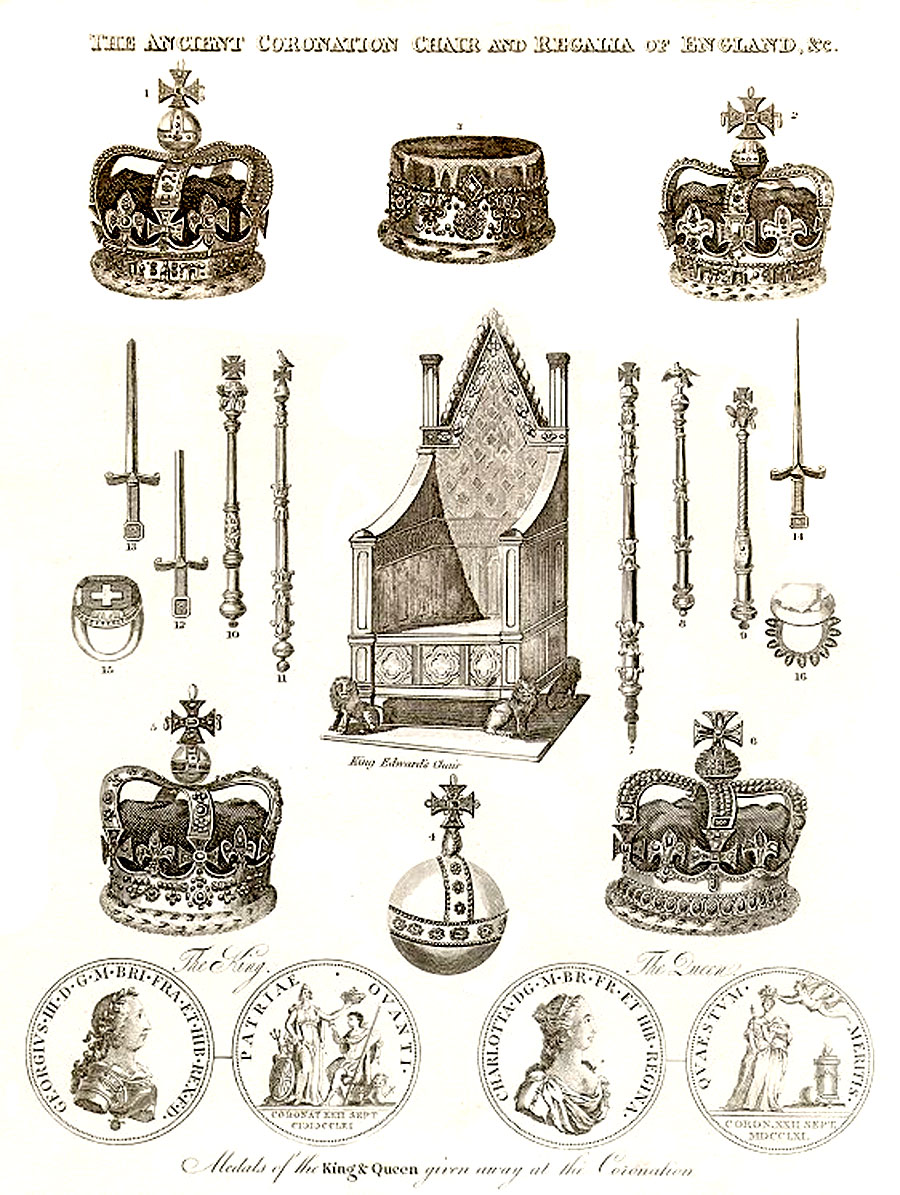
Trono de coronación e insignias reales británicas.

Las joyas de la Corona británica son una serie de joyas, insignias y elementos pertenecientes a la Casa Real Británica. Sus elementos principales son las coronas reales e imperiales de Inglaterra, Escocia e India, junto con otros elementos como orbes, espadas y cetros.
La parte más importante de la colección es empleada en la ceremonia de la coronación y otros actos oficiales. Se custodia en la Torre de Londres. Es considerada la colección de joyas más valiosa del mundo.

## Corona de San Eduardo

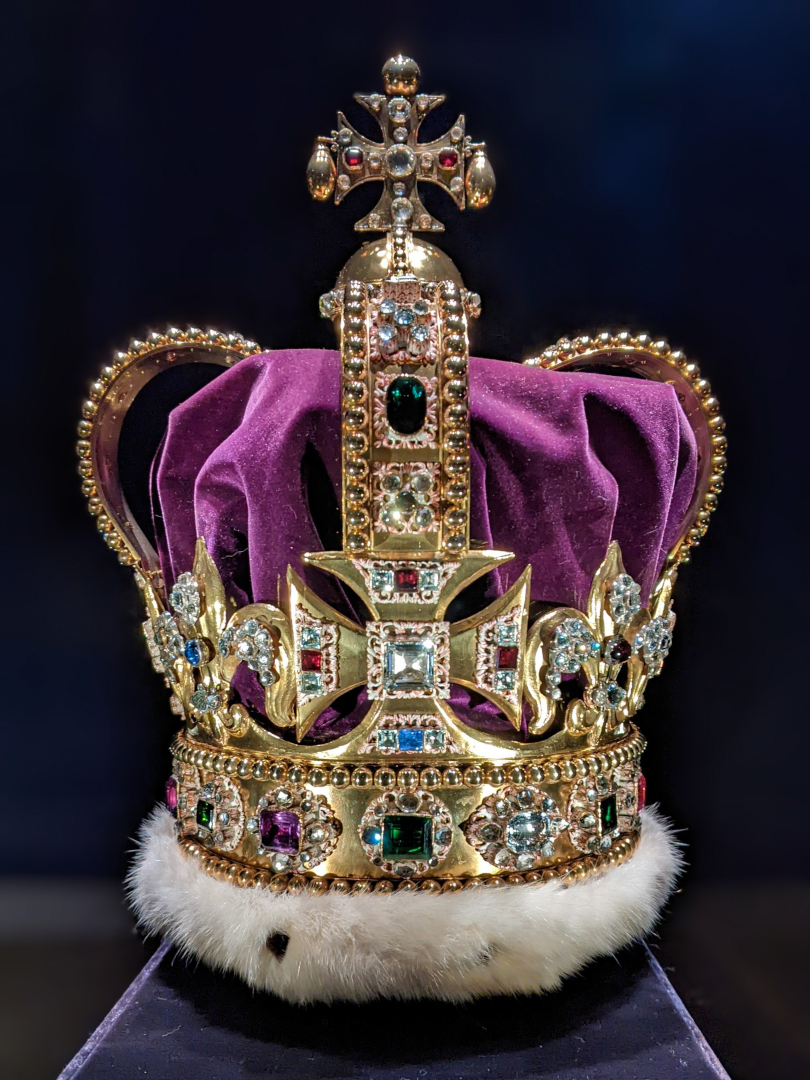
Corona de San Eduardo

La corona de San Eduardo es la pieza más importante de las joyas de la Corona británica. Es empleada para coronar a los monarcas del Reino Unido. Fue elaborada para la coronación del rey Carlos II.

## Corona imperial del Estado

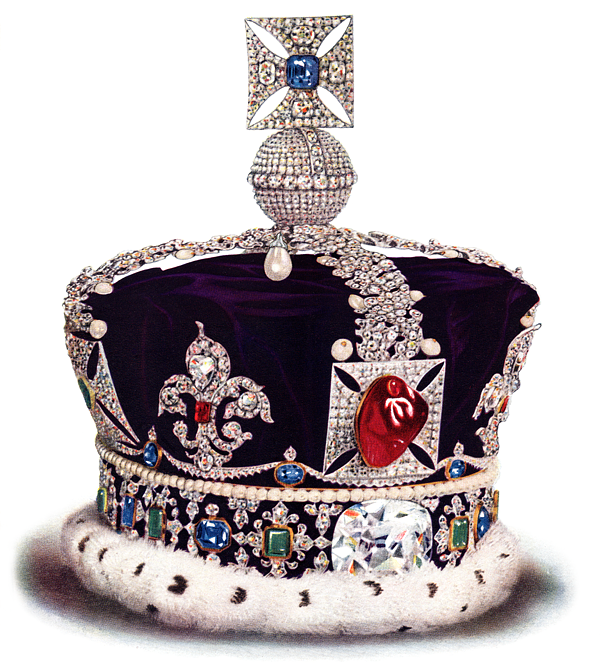
La Corona imperial del Estado.

Realizada en 1838 para la coronación de la reina Victoria. En el centro de la cruz de la parte frontal lleva un rubí, procedente de una virgen del Monasterio de Santa María la Real de Nájera y que fue llevado a Inglaterra como botín de Eduardo de Woodstock (Príncipe Negro), tras prestar ayuda a Pedro I el Cruel en sus guerras.

## Corona imperial de la India

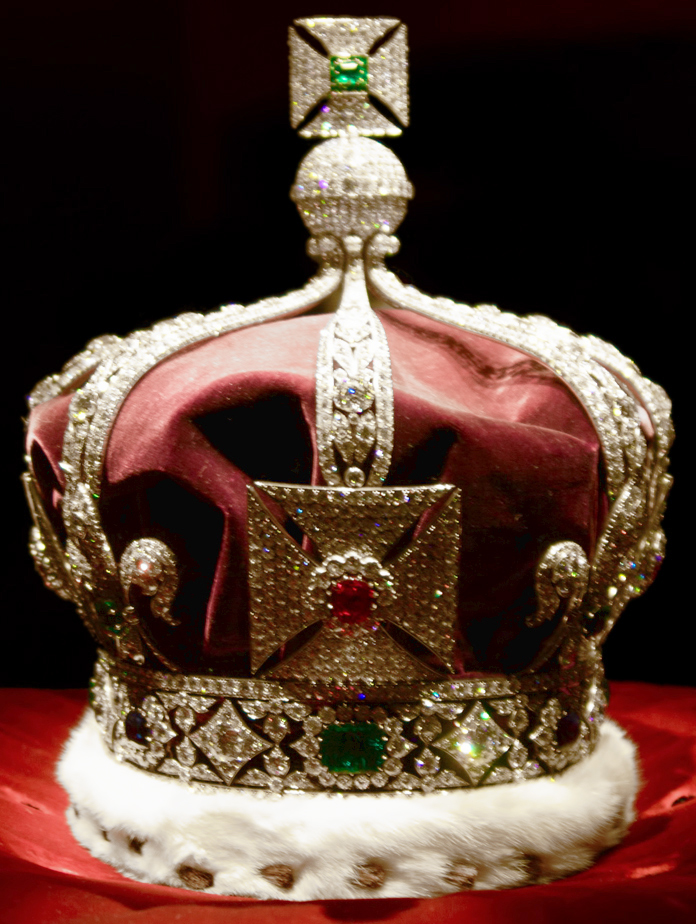
La Corona Imperial de la India, en la Torre de Londres.

La Corona está guardada junto al resto de las joyas de la Corona británica, aunque no es parte de ellas. Es la única corona de un monarca británico que tiene ocho diademas, a la manera de la coronas europeas continentales, en lugar de seguir con la tradición de las coronas británicas, las cuales tenían sólo cuatro diademas.

## Otras coronas

### Diadema del Estado
La diadema del Estado de Jorge IV fue realizada en 1820 para que este monarca la luciese durante su traslado a la Abadía de Westminster antes de ser coronado. Posteriormente fue usada en la procesión de la coronación por la reina Victoria e Isabel II la empleaba durante la apertura del Parlamento. En realidad se trata de una corona abierta de diamantes. Está adornada con ocho florones, cuatro con forma de cruz patada y otros cuatro formados por los emblemas vegetales de los territorios que integran el Reino Unido: la rosa heráldica por Inglaterra, el cardo por Escocia y el trébol por Irlanda.

### Corona pequeña de la reina Victoria
La corona pequeña de la reina Victoria es una corona de tamaño muy pequeño, nueve centímetros de ancho y diez de alto, realizada con aproximadamente 1300 diamantes. Fue encargada por la reina Victoria en 1870 al resultarle la Corona del Estado Imperial muy pesada e incómoda. Como las Coronas de San Eduardo y del Estado Imperial, está decorada con ocho florones con forma cruz patada y flores de lis, que se alternan, y está cerrada con cuatro diademas rematadas con un orbe cruzado situado encima.

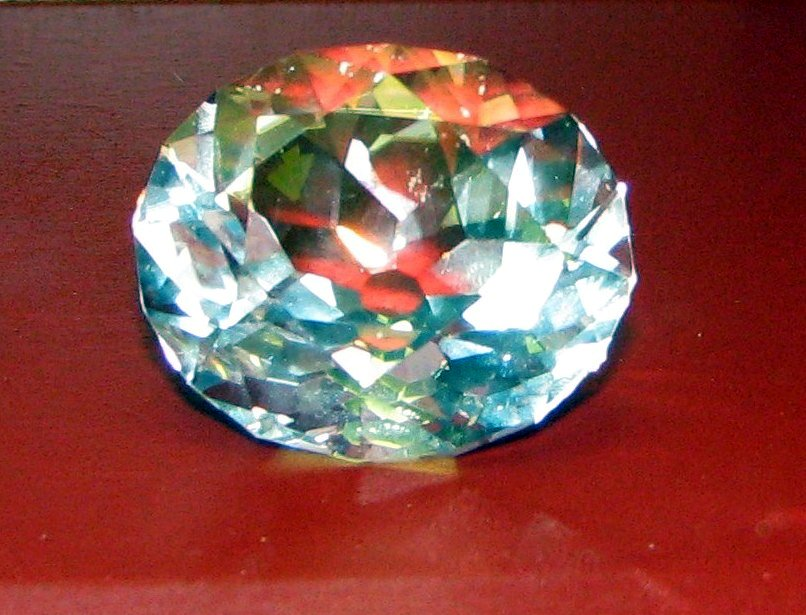
Réplica del diamante Koh-i-Noor.

### Corona de la reina Isabel
La corona de la reina Isabel fue realizada con motivo de la coronación de su esposo Jorge VI en 1937, es la única de toda la colección que está realizada con platino. Sigue el diseño de la Coronas de San Eduardo y del Estado Imperial (con florones con forma de cruz patada y flor de lis, cerrada con cuatro diademas y rematada con un orbe cruzado). En 1953 la reina Isabel lució esta corona sin diademas durante la ceremonia de coronación de su hija Isabel II ya que es posible desmontarlas fácilmente.
La corona de la reina Isabel contiene el diamante más antiguo conocido: Koh-i-Noor (‘montaña de luz’), que habría sido descubierto en 1304 y que terminó siendo ofrecido [cita requerida] a la reina Victoria. Este diamante cuenta con una leyenda según la cual los hombres y mujeres que lo porten obtendrán gran poder pero los primeros morirán trágicamente. El Koh-i-noor, de 105 quilates (21,6 gramos), fue tallado de nuevo en 1851 y, antes de que fuese elaborada la corona de la Reina Isabel, ya había sido utilizado en las coronas de las reinas Alejandra de Dinamarca y María de Teck. La India, Pakistán e Irán han reclamado su devolución.

### Corona de Jorge, príncipe de Gales

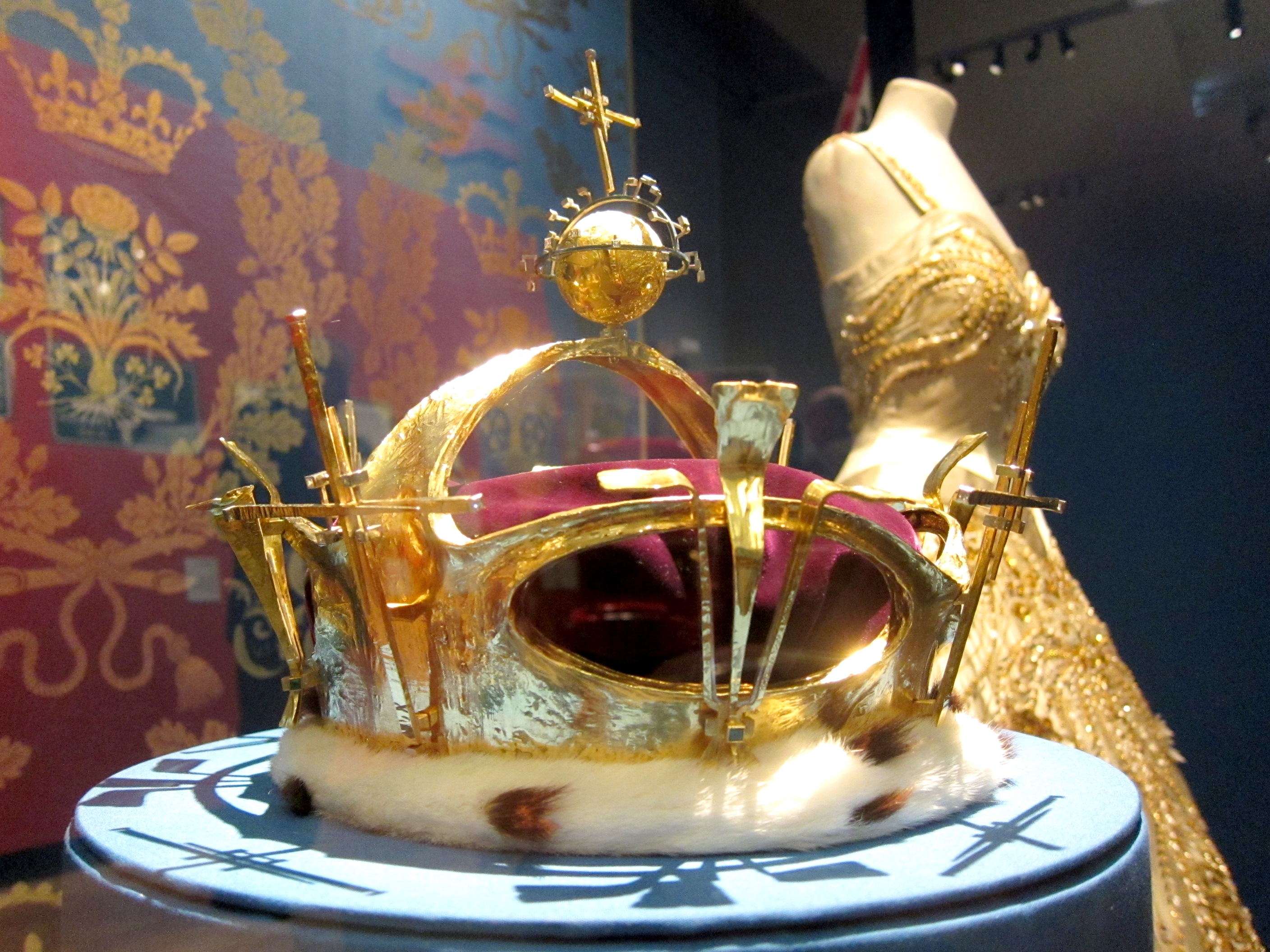
Corona de Carlos, príncipe de Gales.

La corona de Jorge, príncipe de Gales fue elaborada entre 1901 y 1902 para el príncipe de Gales (futuro Jorge V del Reino Unido). Es una corona semejante a la de San Eduardo pero se diferencia de ésta en que posee dos diademas en vez de cuatro.

### Corona de Carlos, príncipe de Gales
La corona de Carlos, príncipe de Gales fue elaborada para la proclamación de Carlos como príncipe de Gales (futuro Carlos III del Reino Unido). Es una corona hecha de oro con pequeños diamantes.

## Cetros y orbes

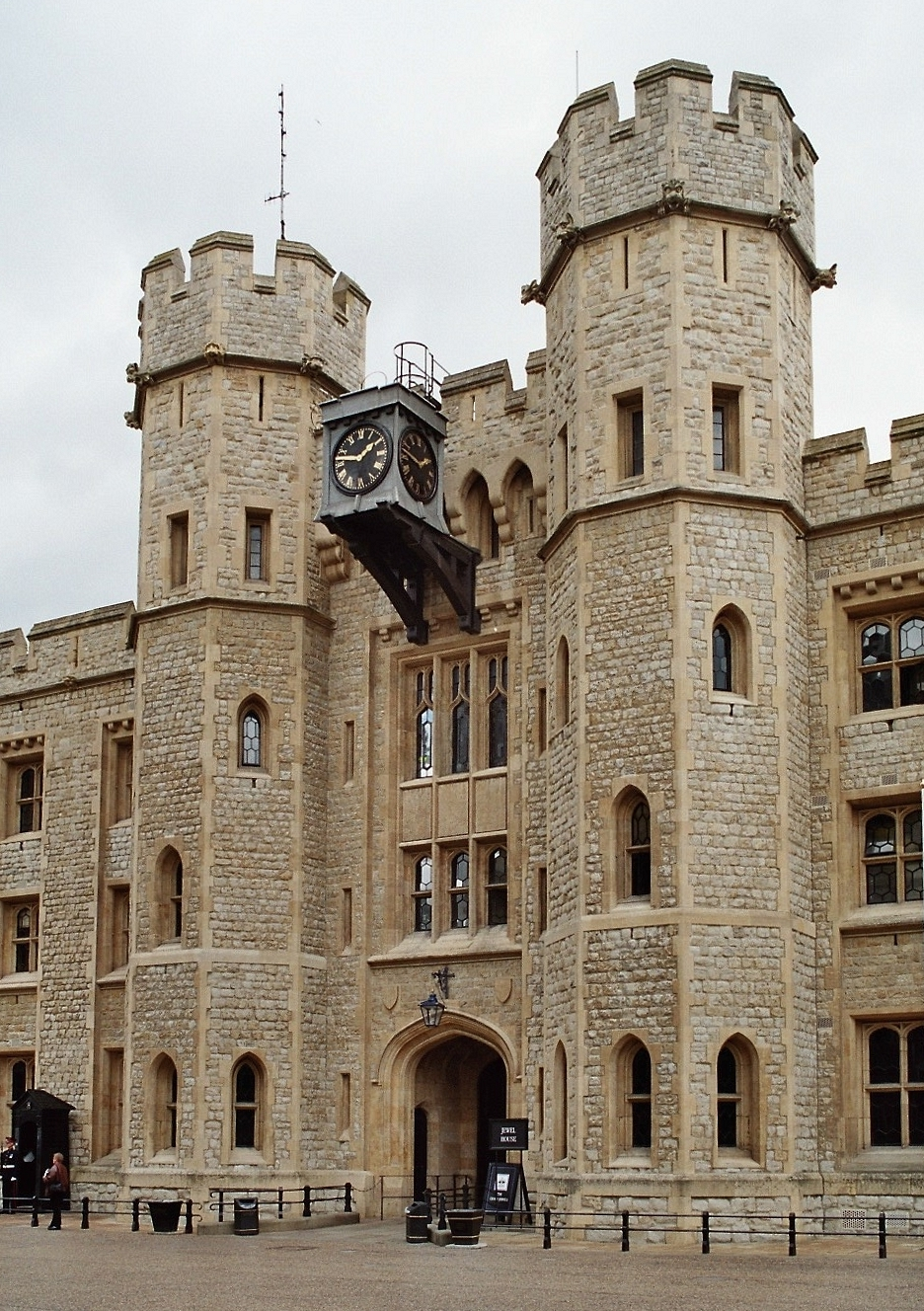
Recinto de la Torre de Londres en donde se encuentran las joyas de la Corona.

Los monarcas del Reino Unido cuentan entre sus insignias con dos cetros y dos orbes como insignias:
- El Cetro de la Cruz, realizado en 1661, así llamado por encontrarse rematado con una cruz. En 1910 fue modificado para incorporar el diamante Cullinan I, también conocido como la Gran Estrella de África, un diamante que supera los 530 quilates (106 gramos). Es el segundo diamante más grande del mundo después del Golden Jubilee (‘Quincuagésimo Aniversario’). Durante la ceremonia de la coronación, el monarca del Reino Unido porta el Cetro de la Cruz en su mano derecha.

- El Cetro de la Paloma, también elaborado en 1661. Su extremo superior está adornado con la figura de una paloma, símbolo del Espíritu Santo. El monarca sostiene este cetro con su mano izquierda. El nuevo monarca británico sostiene los dos cetros mencionados en el momento en ser coronado con la Corona de San Eduardo.

- El Orbe del Soberano, una esfera hueca realizada con oro en 1661. Está adornado con bandas de piedras preciosas que decoran su ecuador y su semimeridiano. El orbe se encuentra rematado con una cruz de joyas que simboliza el papel del monarca como fidei defensor (‘defensor de la fe’), uno de sus títulos. El monarca sostiene este orbe con su mano izquierda en una parte de la ceremonia de la coronación.[4]

- El Orbe Pequeño. Como indica su nombre se trata de un orbe de pequeño tamaño, realizado en 1689 para la reina María II, ya que fue coronada junto a su esposo Guillermo III (Guillermo II como rey de Escocia).

## Espadas ceremoniales
En la coronación de los monarcas del Reino Unido se emplean cinco espadas de uso ceremonial.
- La Espada Enjoyada del Ofrecimiento, realizada para la coronación de Jorge IV. En ella figuran los emblemas vegetales de los territorios que integran el Reino Unido. En la actualidad, esta es la única espada que utilizan los monarcas durante su coronación. Las restantes se encuentran expuestas enfrente de ellos durante la ceremonia.

- La Espada del Estado, la mayor de la colección. Durante la ceremonias de coronación y de apertura del Parlamento la sostiene el Lord Gran Chambelán que se encuentra delante del monarca.

- Las tres espadas restantes son: la Espada de la Justicia Espiritual, la Espada de la Justicia Temporal y la Espada de la Misericordia.[4][5]

## Anillo, Ampolla, Cuchara de la Unción y Brazaletes
- El Anillo de la Coronación realizado en 1831 para la coronación de Guillermo IV. Hasta aquella fecha, cada monarca recibía un nuevo anillo como símbolo de su «matrimonio» con la nación.

- Para ungir al monarca, el Arzobispo de Canterbury utiliza la Cuchara de la Unción. El óleo es extraído de la «ampolla», que es una vasija de oro con forma de águila. La cuchara es de plata bañada en oro y está decorada con perlas. Probablemente esta cuchara fue realizada durante el siglo XIII y es una de los elementos más antiguos empleados en la ceremonia de coronación. Se ha conservado gracias a que Clement Kynnersley, encargado del guardarropa de Palacio durante el reinado de Carlos II, la adquirió por dieciséis chelines cuando Cromwell había ordenado la destrucción de las joyas de la Corona.[5]

- Los Armíllae (‘brazaletes’). Están realizados con oro y simbolizaban sinceridad y sabiduría. Para la coronación de Isabel II se realizó un nuevo conjunto de brazaletes que fue ofrecido por los gobiernos de varios Estados de la Mancomunidad: Reino Unido, Australia, Canadá, Nueva Zelanda, Sudáfrica, Pakistán, Ceilán, y Rodesia del Sur.[6][7]

## Otras joyas destacadas

### Tiara de la reina María
La tiara de la reina María es una de las piezas más conocidas e importantes de la colección británica de joyas reales.
La tiara fue un regalo de las jóvenes de Gran Bretaña e Irlanda a los duques de York en el momento de sus bodas el año 1893. Los duques serían con el tiempo los reyes Jorge V del Reino Unido y la reina María de Teck.
Originalmente era coronada con perlas pero con el tiempo estas serían sustituidas por diamantes. La joya fue regalada por la reina María a su nieta la princesa Isabel (futura Isabel II) con motivo de su matrimonio con el príncipe Felipe de Grecia, en el año 1947.

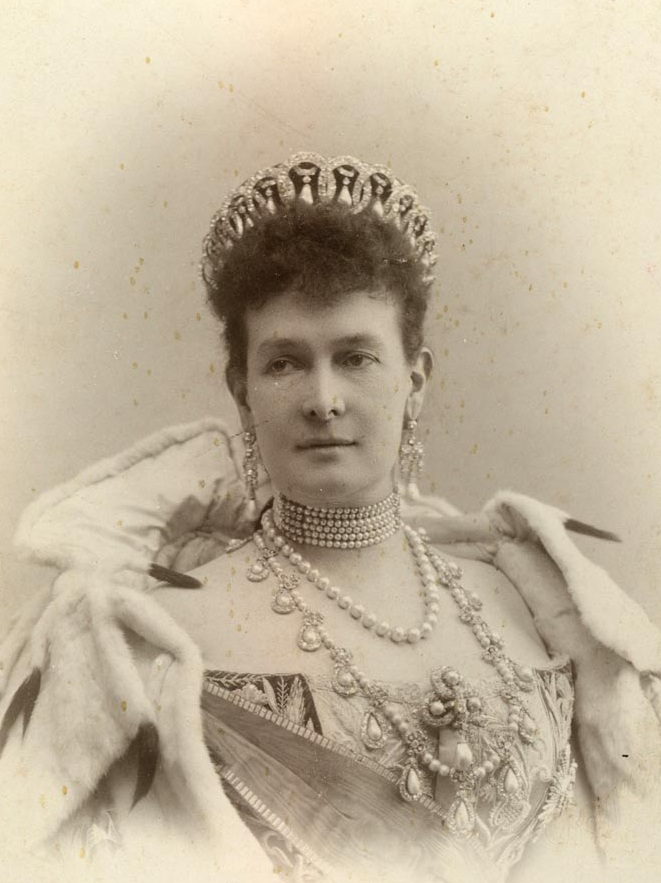
La gran duquesa María Pávlovna de Rusia, llevando la tiara Vladímir.

### Tiara Vladímir de la gran duquesa María Pávlovna
La tiara Vladímir de la gran duquesa María Pávlovna, casada con el gran duque Vladímir Aleksándrovich de Rusia, es la más conocida y utilizada tiara de la colección real.
María Pávlovna, gran duquesa de Rusia, nacida gran duquesa de Mecklemburgo-Schwerin era una de las grandes coleccionistas de joyas de la corte de los zares. Tía del zar Nicolás II de Rusia poseía una colección impresionante de joyas, muchas de las cuales fueron compradas tras su muerte por la reina Maria de Teck el año 1921.
Las joyas de la gran duquesa serían sacadas por un diplomático sueco del Palacio Vladímirski de San Petersburgo tras la Revolución de Octubre de 1917 y recuperadas por su propietaria. Las joyas pasaron a su hija la Gran duquesa Elena Vladímirovna Románova, princesa de Grecia, tras la muerte de la Gran duquesa el año 1920.
La tiara consiste en quince círculos de diamantes dentro de los cuales hay engastada una perla en forma de pera sustituible por una esmeralda en la misma forma en cada círculo. También se ha visto lucirla sin ninguna clase de perlas o esmeraldas.

### Kokóshnik deRusia
Un Kokóshnik procedente de Rusia es otra de las piezas más célebres y valiosas de la colección británica de joyas reales.
Esta pieza fue realizada el año 1888 con ocasión de las bodas de plata de los príncipes de Gales, el futuro rey Eduardo VII de Inglaterra y la princesa Alejandra de Dinamarca. La obra fue encargada por lady Salisbury y sufragada por los 365 pares del reino. La joya fue realizada en el taller del prestigioso joyero Garrard.
La pieza seguía el estilo de los kokóshniks rusos, unas piezas típicas de las labradoras rusas que la corte de los zares había transformado en preciosas joyas. La princesa de Gales conocía el estilo porque su hermana, la zarina Dagmar de Rusia (María Fiódorovna) poseía uno.
La obra fue supervisada por la marquesa de Aylesbury y Salisbury y por la condesa Spencer y de Cork. Contiene sesenta barras de platino incrustadas de 488 diamantes, los dos más grandes pesan 3,25 quilates.